# Cong Su
Cong Su (Tianjin, 1957) é um compositor chinês. Venceu o Oscar de melhor trilha sonora na edição de 1988 por The Last Emperor, ao lado de Ryuichi Sakamoto e David Byrne.